# Lobke Berkhout
Lobke Berkhout est une skipper néerlandaise née le 11 novembre 1980 à Amsterdam. 

## Carrière
Aux Jeux olympiques d'été de 2008, Lobke Berkhout remporte la médaille d'argent en 470 avec Marcelien de Koning. Elle est médaillée de bronze en 470 avec Lisa Westerhof aux Jeux olympiques d'été de 2012.